# Dicranota schistacea
Dicranota schistacea är en tvåvingeart som beskrevs av Paul Lackschewitz 1940. Dicranota schistacea ingår i släktet Dicranota och familjen hårögonharkrankar. Inga underarter finns listade i Catalogue of Life.